# Кушкян, Арутюн Максимович
Арутюн Максимович Кушкян (арм. Հարություն Քուշկյան; род. 14 апреля 1956, Ереван) — армянский государственный деятель и врач.

## Биография
- 1975—1980 — Ереванский государственный медицинский институт. Хирург.
- 1980—1981 — врач-интерн Ереванской больницы скорой помощи № 2.
- 1981—1984 — врач скорой помощи Аштаракской центральной районной больницы.
- 1984—1985 — ординатор отделения грудной хирургии Ереванской больницы скорой помощи № 2.
- 1985—1986 — прошёл переподготовку по линии эндокринной хирургии в Московском институте эндокринологии и химии гормонов.
- 1986—1990 — заведующий отделением эндокринной хирургии больницы Эребуни.
- 1990 — отбыл на переподготовку в Калифорнийский медицинский центр USC.
- 1990—1991 — главный врач клинической больницы Эребуни.
- С 1991 — генеральный директор медицинского центра «Эребуни».
- 1993 — прошёл переподготовку в Гарвардском медицинском университете, Бостонской больнице «Бет Исраел».
- 1993 — защитил докторскую диссертацию по теме «Коррекция функции сердца и иммунной системы во время некоторых заболеваний щитовидной железы». Доктор медицинских наук, профессор.
- 1995—1999 — был депутатом парламента. Член постоянной комиссии по социальным вопросам, по вопросам здравоохранения и охраны природы. Беспартийный.
- С 1998 — избран действительным членом Академии естественных наук РФ.
- 1999 — прошёл переподготовку в Лос-Анджелесском медицинском центре Калифорнийского университета.
- С 1999 — действительный член Академии хирургических наук.
- С 2001 — действительный член XXI Союза профессионалов армянской хирургии.
- С 2002 — генеральный директор медицинского центра «Наири».
- 2003—2005 — заведующий кафедрой эндокринной хирургии Института национального здравоохранения Армении.
- 2005—2007 — был председателем медицинской комиссии Олимпийского комитета Армении.
- С июня 2007 по 2012 — министр здравоохранения Армении.
- С марта 2014 по 2016 — министр здравоохранения НКР.

## Награды
- Орден «За заслуги перед Отечеством» II степени (17 сентября 2016) — по случаю 25-летия Независимости Республики Армения, за значительный вклад в развитие здравоохранения и многолетнюю преданность делу[1].
- Медаль Мхитара Гераци (2006).